# Línia 13 del metro de Barcelona
La línia 13 del metro de Barcelona és un projecte de línia de ferrocarril metropolità ideada a principis de la dècada del 2000. El seu objectiu inicial era unir Morera amb l'Hospital Germans Trias i Pujol, també conegut com a Can Ruti, ambdós a la ciutat de Badalona.
La línia es va projectar per millorar el transport públic a Badalona. El 4 de juliol del 2002 l'ATM va reservar el color rosa (pantone 237) per aquesta línia.

## Història

### Antecedents
L'únic antecedent que tenia com a intenció perllongar el metro a aquesta zona de Badalona és el projecte d'allargament de la línia 5 des de l'estació de Sagrada Família al barri del Pomar de Badalona, segons el Pla de Metros de 1974.
L'any 2002 s'aprova el Pla Director d'Infraestructures 2001-2010 (PDI 2001-2010), el document elaborat per l'Autoritat del Transport Metropolità per a la coordinació del transport públic col·lectiu a la Regió Metropolitana de Barcelona.

### Característiques
La línia 13 es projecta a la pràctica com una extensió de la línia 2. En l'actuació AX04 del Pla Director d'Infraestructures 2001-2010 del perllongament de la L2 fins a Badalona Pompeu Fabra, es proposa en una segona fase un possible perllongament per donar servei als barris badalonins de Casagemes, Can Canyadó, Morera i Can Ruti. Es preveu que aquest pugui ser a través de la construcció d'un metro lleuger similar a la línia 11. El PDI 2009-2018 explica que es podria construir en funció de les conclusions del Pla de mobilitat específic que estava en redacció.
Aquest perllongament o línia nova es tracta de "la continuació natural de l'eix del Barcelonès Nord paral·lel i proper al mar". A partir de Casagermes el nucli urbà s'aprima i no queda justificada la coexistència d'una línia de metro paral·lela a la línia de Mataró de Rodalies de Catalunya: per aquesta raó es desvia el traçat a l'interior per donar servei a Can Canyadó, Morera i Can Rutí.
Inicialment s'havia plantejat perllongar la línia 2 des de Badalona Pompeu Fabra a Morera i construir una segona línia, la L13, de tipus lleuger entre Morera i Can Ruti. Posteriorment, en la revisió del PDI es planteja que l'intercanviador entre Pompeu Fabra i Can Ruti l'haurà d'establir un altre estudi, i el PDI 2009-2018 comenta "una nova oferta de transport públic" per aquest corredor, però sense especificar quin tipus de servei seria.